# Gelastorhinus striatus
Gelastorhinus striatus är en insektsart som beskrevs av Willemse, C. 1932. Gelastorhinus striatus ingår i släktet Gelastorhinus och familjen gräshoppor. Inga underarter finns listade i Catalogue of Life.